# NOBA (cámaras)

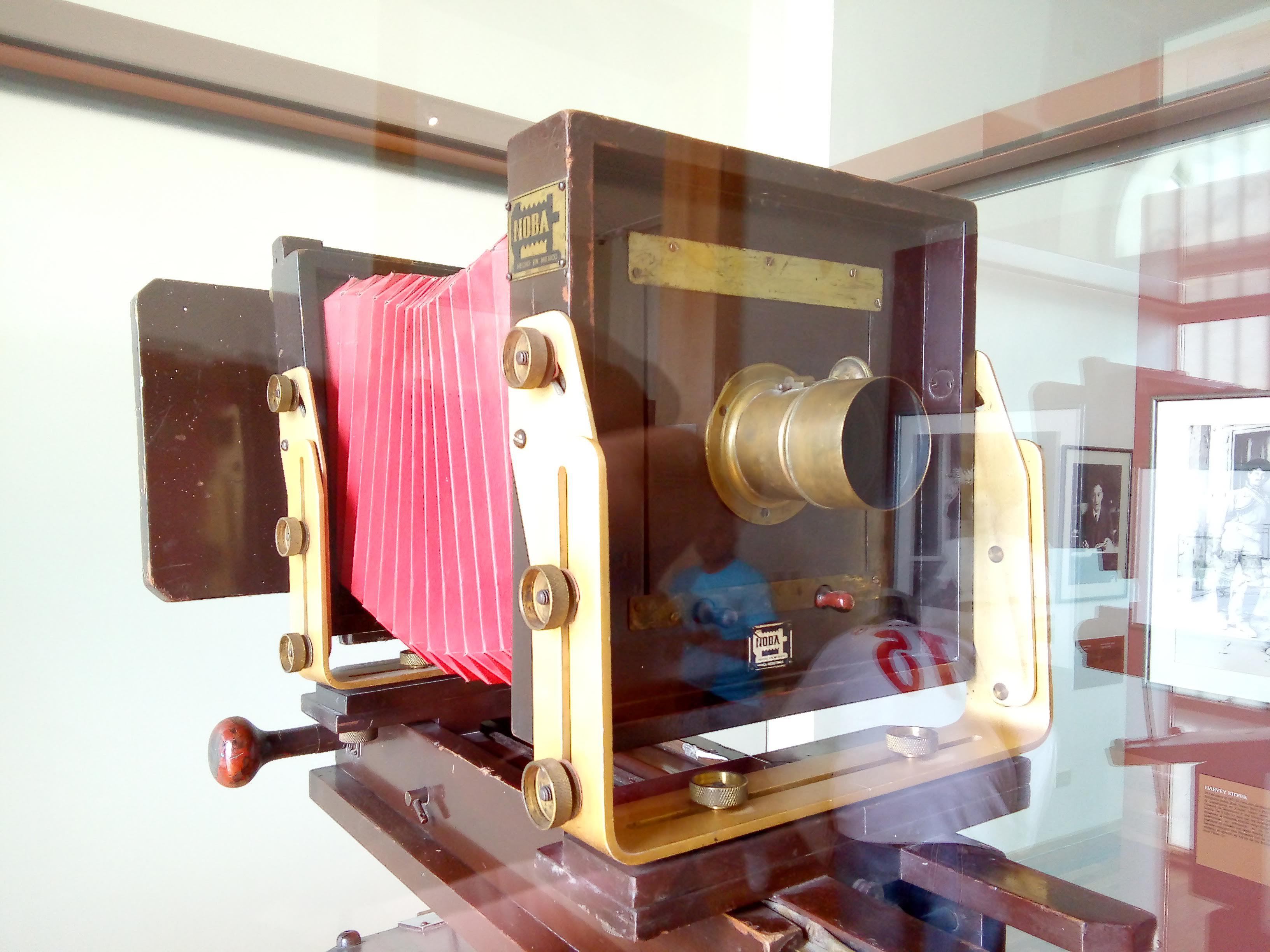
Imagen de una cámara NOBA.

NOBA fue una marca de cámaras fotográficas de formato medio, gran formato y equipamiento fotográfico producidas por la empresa Espino Barros e Hijos de origen mexicano con sede en Monterrey, Nuevo León, México.

## Desarrollo
Las cámaras NOBA fueron un desarrollo de Eugenio Espino Barros Rebouche y de sus hijos Enrique José, Eugenio y Manuel. Previo a la producción de los equipos NOBA, Espino Barros fue un fotógrafo y empresario fabricante de equipo fotográfico por cerca de cinco décadas en las cuales a la par de su carrera como fotógrafo, realizó diversos inventos relacionados con la fotografía. Uno de ellos, una impresora semiautomática para negativos de formato medio, naufragaría en un viaje en barco de vapor que Espino Barros realizaba de México a Nueva York con el fin de patentar y vender su creación en los Estados Unidos, en 1911.
A principios de los años 40 Espino Barros proseguía en la fabricación de distintos implementos fotográficos y comenzó a montar un taller en Monterrey en donde experimentaba con distintos proceso y materiales. En esa época vendería implementos de invención propia como impresoras las cuales comercializaba a otros estudios de fotografía. Para poder lograr la entrega de los pedidos de estos conformó la empresa Espino Barros e Hijos en la cual incluyó a sus tres hijos como accionistas. Estos volverían de Chicago en 1949 a Monterrey con experiencia que reflejarían en la creación ese año del primer modelo de cámara fotográfica NOBA denominada El Modelo Número 1, una cámara que obtenía tomas de formato 5 x 7 pulgadas (5R o 2L en Japón). Espino Barros e Hijos produciría sucesivamente modelos que incluían mejoras en los sistemas fotográficos, algunos diseñados íntegramente por Enrique José Barros. Su mejor modelo sería el Modelo no. 5, el más vendido por la marca. La familia Espino Barros viajaría por muchas ciudades del país con transportes que incluían cámaras listas para vender y accesorios diversos. La lista de suscriptores de las cámaras NOBA sumó unos 6500 fotógrafos. Si bien intentaron incursionar masivamente en el mercado estadounidense, la empresa nunca logró vender un volumen exitoso de sus cámaras.
Las cámaras NOBA fueron de uso común en estudios fotográficos de México los cuales adquirían estos equipos dado su menor costo respecto a las marcas internacionales que representaban un mayor costo de importación. Muchas de estas cámaras funcionarían hasta principios del siglo XXI hasta el advenimiento de la fotografía digital. Las cámaras NOBA se dejaron de producir en 2003.